# Élections législatives rwandaises de 1981
Les élections législatives rwandaises de 1981 se déroulent le 28 décembre 1981 afin de pourvoir les 64 sièges du Conseil national de développement du Rwanda.
Le pays est alors un régime à parti unique dirigé par Juvénal Habyarimana depuis son coup d'État contre le président Grégoire Kayibanda en 1973.  Le Parti du mouvement de l'émancipation hutu de ce dernier est ainsi remplacé par le Mouvement révolutionnaire national pour le développement (MRND), qui remporte l'intégralité des sièges,.

## Contexte
Le major général Juvénal Habyarimana renverse le président Grégoire Kayibanda lors d'un coup d'État le 5 juillet 1973 dans un contexte de montée des tensions entre Hutus et Tutsi et entre Hutu du nord et du sud. Une élection présidentielle pour un mandat allongé de quatre à cinq ans devait avoir lieu en septembre. À la tête du Parti du mouvement de l'émancipation hutu, Kayibanda était président depuis l'indépendance du pays et avait largement défait de son autorité l'élite tutsie, tout en favorisant les Hutus du nord du pays, dont il était originaire. Juvénal Habyarimana, également hutu et ministre de la défense, reçoit ainsi l'appui des Tutsi et d'une partie des Hutus lors de son coup d'état. 
L'assemblée nationale élue en 1969 est dissoute, de même que le Parmehutu. Le pouvoir législatif est suspendu et toute activité politique interdite jusqu'à la création du Mouvement révolutionnaire national pour le développement (MRND) par Habyarimana en juillet 1975. Ce dernier fait adopter par référendum une nouvelle constitution trois ans plus tard, instituant un régime présidentiel fort conservant le système du parti unique, le Parmehutu étant remplacé par le MRND. Alors président du Comité pour la paix et l'unité nationale, une junte militaire, il officialise sa position de chef de l'État par un vote populaire lors de l'élection présidentielle de 1978 cinq ans après son coup d'État. Des élections législatives sont décidées lors d'un congrès du parti en 1980, et la loi électorale N°18/1983 est ainsi entérinée le 27 août de l'année suivante.
Malgré la tenue des élections en décembre 1981, la législature fut considérée comme ayant débuté le 8 janvier 1979, ce qui entraina de nouvelles élections dès 1983 à l’expiration de son mandat.

## Mode de scrutin
Le Conseil national de développement est alors le parlement unicaméral du Rwanda. Il est composé de 64 députés élus pour cinq ans au scrutin plurinominal majoritaire à un tour dans plusieurs circonscriptions plurinominales correspondant aux préfecture du pays, à raison d'un député par tranche de 35 000 électeurs inscrits. Le vote est obligatoire, et les électeurs n'ont la possibilité que de voter pour l'un ou l'autre candidat du MRND, qui en présente le double du nombre de sièges à pourvoir.

## Résultats
Quatre femmes sont élues sur les soixante quatre membres composant le conseil.
|                           |                                                          |           |       |        |     |  |  |  |  |
| Parti                     | Parti                                                    | Votes     | %     | Sièges | +/– |  |  |  |  |
|                           | Mouvement révolutionnaire national pour le développement | 2 100 770 | 100   | 64     | Nv  |  |  |  |  |
|                           |                                                          |           |       |        |     |  |  |  |  |
| Suffrages exprimés        | Suffrages exprimés                                       | 2 100 770 | 97,02 |        |     |  |  |  |  |
| Votes blancs et invalides | Votes blancs et invalides                                | 64 505    | 2,98  |        |     |  |  |  |  |
| Total                     | Total                                                    | 2 165 275 | 100   | 64     | 17  |  |  |  |  |
| Abstentions               | Abstentions                                              | 79 272    | 3,53  |        |     |  |  |  |  |
| Inscrits / participation  | Inscrits / participation                                 | 2 244 547 | 96,47 |        |     |  |  |  |  |